# مارفن تشافيز
مارفن تشافيز (بالإسبانية: Marvin Chávez)‏ (مواليد 3 نوفمبر 1983) هو لاعب كرة قدم. يلعب مع منتخب هندوراس لكرة القدم. سبق له أن لعب في كأس العالم لكرة القدم مع منتخب بلاده.

## روابط خارجية
- مارفن تشافيز على موقع الاتحاد الدولي (مؤرشف)  (الإنجليزية)
- مارفن تشافيز على موقع الدوري الأمريكي (الإنجليزية)
- مارفن تشافيز على موقع قاعدة بيانات كرة القدم.إي يو (الإنجليزية)
- مارفن تشافيز على موقع ناشيونال فوتبول تيمز (الإنجليزية)
- مارفن تشافيز على موقع Soccerway.com (الإنجليزية)
- مارفن تشافيز على موقع عالم كرة القدم.نت (الإنجليزية)
- مارفن تشافيز على موقع AS.com (الإسبانية)